# Ludwik Górski (1915–1981)
Ludwik Górski, właśc. Ludwik Epstein, także Izaak Epstein bądź Epsztejn (ur. 25 kwietnia 1915 w Warszawie, zm. 14 marca 1981 tamże) – działacz komunistyczny, poeta, prozaik, tłumacz, satyryk, autor słuchowisk radiowych.

## Życiorys
Urodził się w 1915 w Warszawie. Przed II wojną światową był aktywistą Komunistycznego Związku Młodzieży Polskiej w Warszawie. Od 1937 przebywał w Palestynie, gdzie został członkiem Komunistycznej Partii Palestyny. Był jednym z organizatorów i został członkiem zarządu Związku Patriotów Polskich na Środkowym Wschodzie. Od 1945 do 1946 był kierownikiem konsulatu w Tel-Awiwie. Od 1946 pracował w Ministerstwa Bezpieczeństwa Publicznego. 
W późniejszych latach udzielał się na polu literackim jako poeta i prozaik. Był także autorem słuchowisk radiowych w Polskim Radiu. Od 1953 do 1965 pełnił funkcję I sekretarza PZPR w Polskim Radiu. Tworzył także teksty satyryczne dla potrzeb kabaretu Szpak. Dokonywał przekładów utworów Isaaca Bashevisa Singera i Szolema Alejchema.
Zmarł 14 marca 1981 w Warszawie i został pochowany na cmentarzu Wojskowym na Powązkach (kwatera II B28-1-12).

## Twórczość
Słuchowiska i audycje radiowe
- Encyklopedia humoru i satyry[2]
- Podwieczorek przy mikrofonie[2]
- Satyrycy przed mikrofonem[2]

Utwory literackie dla dzieci
- O zajączku, który… nie umiał zliczyć do trzech (1967)[2]
- Krople na start! Bajka o deszczowych kropelkach (1967)[2]
- Misie nie chcą spać (1970)[2]
- Poganiacz osła (1973)[4]

## Odznaczenie
- Krzyż Kawalerski Orderu Odrodzenia Polski (18 grudnia 1945)[5]